# ثورة المرحاض في الصين

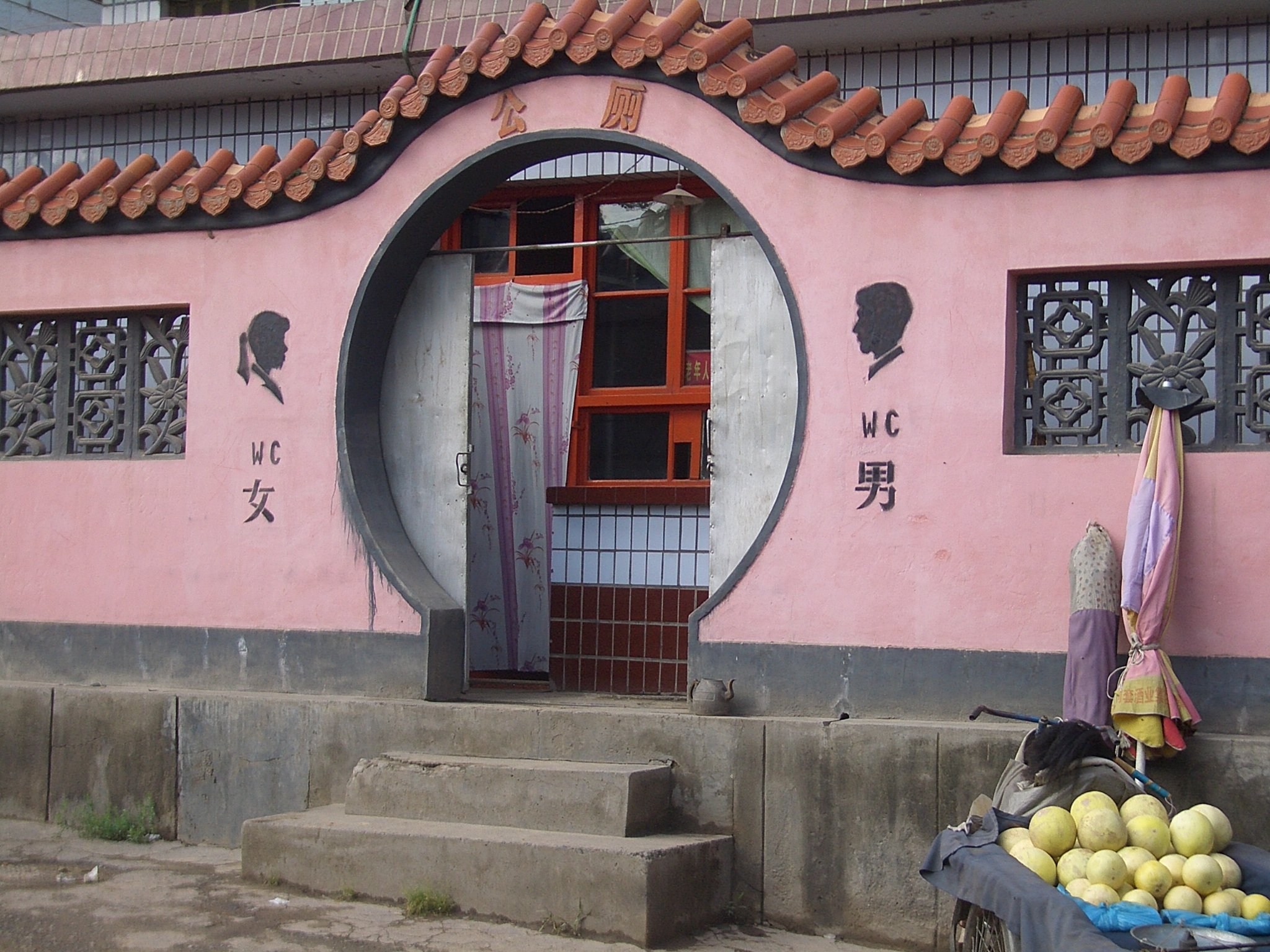
مرحاض عام في Xiguan Lu في Linxia City

ثورة المرحاض ((بالصينية المبسطة: 厕所革命; بالصينية التقليدية: 廁所革命)) هي حملة تهدف إلى تحسين الظروف الصحية في البر الصيني.في عام 2015 أعلن شي جين بينغ الأمين العام للحزب الشيوعي الصيني بأن الصين ستعمل على تحسين الظروف الصحية في المناطق السياحية، والتي كانت مصدر للشكوى من قبل السياح الأجانب.خلال الفترة بين عام 2015-2017 تم إعادة بناء أكثر من 68000 مرحاض عام في الصين.في عام 2017 ، تم التخطيط لإعادة بناء 64000 دورة مياه عامة أخرى.
في عام 2017 ، تم توسيع الحملة.حيث ستعمل السلطات على تحسين الظروف الصحية السيئة في المناطق الريفية في الصين. ذكرت وسائل الإعلام الحكومية أن الظروف الصحية السيئة في المناطق الريفية تسهم في انتشار الأمراض مثل الملاريا وأن الحملة تهدف إلى حل هذه المشاكل.